# Flickingeria chrysographata
Flickingeria chrysographata là một loài thực vật có hoa trong họ Lan. Loài này được (Ames) A.D.Hawkes mô tả khoa học đầu tiên năm 1965.